# ラルフ・カーシュバウム
ラルフ・カーシュバウム（Ralph Kirshbaum、1946年3月4日 - ）は、アメリカのチェロ奏者。
デントンで、ヴァイオリニストの父親とハーピストの母親の間に生まれる。父の計らいで、11歳の時からロベルタ・ガスタフェステにチェロを学び、14歳からレフ・アロンソンに師事。またリン・ハレルの薫陶も受けている。イェール大学ではアルド・パリゾの下で研鑽を積んだ。1969年にはフィレンツェで開催された第一回ガスパール・カサド国際チェロ・コンクールで優勝を果たし、翌年のチャイコフスキー国際音楽コンクールのチェロ部門で六位入賞している。1970年にヴィグモア・ホールでデビューした時には、ジャクリーヌ・デュ・プレからストラディヴァリウスの名器を貸与された。1988年から2007年までマンチェスターの国際チェロ音楽祭を主宰し、2012年にはピアティゴルスキー国際チェロ音楽祭を立ち上げた。
2008年から南カリフォルニア大学ソントン校で後進の指導に当たる。